# Dehong
Der autonome Bezirk Dehong der Dai und Jingpo (Dai: ᥖᥬᥲᥑᥨᥒᥰ, IPA [taɯxoŋ]; chinesisch 德宏傣族景頗族自治州, Pinyin Déhóng Dǎizú Jǐngpōzú Zìzhìzhōu) liegt im Westen der chinesischen Provinz Yunnan. Dehong hat eine Fläche von 11.171 km² und 1.315.709 Einwohner (Stand: Zensus 2020). Verwaltungssitz der Hauptstadt Mang ist die Großgemeinde Mangshi (Chin. Mángshì Zhèn 芒市镇; Dai: ᥛᥫᥒᥰᥑᥩᥢᥴ, IPA [mə̂ŋxɔn]), die auch durch ihren Flughafen bekannt ist.

## Administrative Gliederung
Auf Kreisebene setzt sich Dehong aus zwei kreisfreien Städten und drei Kreisen zusammen. Diese sind (Einwohnerzahlen vom Zensus 2020):
- Stadt Mang (芒市), 2.898 km², 439.931 Einwohner, Bezirkshauptstadt, Sitz der Bezirksregierung;
- Stadt Ruili (瑞丽市), 944 km², 267.638 Einwohner;
- Kreis Lianghe (梁河县), 1.136 km², 134.268 Einwohner, Hauptort: Großgemeinde Zhedao (遮岛镇);
- Kreis Yingjiang (盈江县), 4.319 km², 292.508 Einwohner, Hauptort: Großgemeinde Pingyuan (平原镇);
- Kreis Longchuan (陇川县), 1.873 km², 181.364 Einwohner, Hauptort: Großgemeinde Zhangfeng (章凤镇).

## Ethnische Gliederung der Bevölkerung (2000)
Beim Zensus im Jahr 2000 hatte Dehong 1.082.599 Einwohner.
| Name des Volkes | Einwohner | Anteil  |
| --------------- | --------- | ------- |
| Han             | 548.403   | 50,66 % |
| Dai             | 326.260   | 30,14 % |
| Jingpo          | 124.822   | 11,53 % |
| Achang          | 26.909    | 2,49 %  |
| Lisu            | 26.267    | 2,43 %  |
| De’ang          | 12.870    | 1,19 %  |
| Bai             | 6.351     | 0,59 %  |
| Yi              | 2.845     | 0,26 %  |
| Hui             | 2.379     | 0,22 %  |
| Va              | 1.017     | 0,09 %  |
| Miao            | 723       | 0,07 %  |
| Zhuang          | 686       | 0,06 %  |
| Mandschu        | 637       | 0,06 %  |
| Bouyei          | 572       | 0,05 %  |
| Naxi            | 474       | 0,04 %  |
| Sonstige        | 1.384     | 0,12 %  |